# Wes Hart
Wesley James Hart (Hollister, 14 settembre 1977) è un ex calciatore statunitense, che giocava come difensore.